# يانغ زي
يانغ زي هي ممثلة صينية ولدت في 6 نوفمبر 1992.

## روابط خارجية
أندي يانغ على موقع IMDb (الإنجليزية)
- أندي يانغ على موقع ميوزك برينز (الإنجليزية)
- أندي يانغ على موقع قاعدة بيانات الفيلم (الإنجليزية)